# Neil Armstrong
Neil Alden Armstrong (Wapakoneta, Ohio, 5 augustus 1930 – Cincinnati, 25 augustus 2012) was een Amerikaan die in 1969 als eerste mens voet op de Maan zette. Naast astronaut was hij gevechts- en testpiloot, luchtvaartkundig ingenieur en hoogleraar.

## Jeugd
Armstrongs ouders waren Stephen Koenig Armstrong en Viola Louise Engel. Hij werd op een boerderij geboren, tien kilometer buiten de stad Wapakoneta. Armstrong is van Schotse en Duitse afkomst en had een jongere zus en broer. Zijn vader werkte als accountant voor de staat Ohio. Zijn vader moest voor zijn werk vaak verhuizen en het gezin woonde in de eerste vijftien jaar van Armstrongs leven in twintig steden. De liefde voor de luchtvaart begon bij de jonge Armstrong toen zijn vader hem als tweejarige meenam naar een luchtvaartshow. Toen hij zes jaar oud was, vloog hij voor het eerst. Zijn vader had hem meegenomen op een vlucht met een Ford Trimotor, die toentertijd bekendstond als de Tin Goose.
Zijn laatste verhuizing in zijn jeugdjaren was in 1944 naar Wapakoneta, waar Armstrong naar de middelbare school ging. Hij begon aan een vliegopleiding en behaalde zijn vliegbrevet op 16-jarige leeftijd.
In 1947 begon Armstrong luchtvaart- en ruimtetechniek te studeren aan de Purdue-universiteit in West Lafayette. Hij was de tweede in zijn familie die aan een hogere opleiding begon. Zijn collegegeld kreeg hij dankzij het Holloway Plan. Om daarvoor in aanmerking te komen verplichtte hij zich om na twee jaar studie, eerst drie jaar te dienen in de U.S. Navy, voordat hij de resterende twee jaar studie kon afmaken.

## Eerste jaren als piloot
Hij werd op 26 januari 1949 opgeroepen voor de marine. Op 16 augustus 1950, twee weken na zijn twintigste verjaardag, werd hij gekwalificeerd als marinepiloot.
Zijn eerste aanstelling was bij het Fleet Aircraft Service Squadron 7 in San Diego. Twee maanden later werd hij toegewezen aan het Fighter Squadron 51 (VF-51), waar hij op 5 januari 1951 voor het eerst in een straaljager vloog, een Grumman F9F Panther. In juni landde hij voor het eerst met een straaljager op een vliegdekschip en dezelfde week werd hij bevorderd van adelborst naar vaandrig. Tegen het eind van de maand had zijn vliegdekschip koers gezet naar Korea, waar hij in de Koreaanse Oorlog als gevechtspiloot grondaanvallen uitvoerde.
Zijn eerste vliegmissie in Korea was op 29 augustus 1951 als escorte van een verkenningsvliegtuig boven Songjin. Op 3 september vloog hij boven transport- en opslagfaciliteiten ten zuiden van het dorp Majon-ni en ten westen van Wŏnsan. Terwijl hij bij een snelheid van omstreeks 560 km/h bommen gooide, werd zijn F9F Panther geraakt door luchtdoelgeschut. Tijdens zijn pogingen om de controle over het vliegtuig te herkrijgen, vloog hij op een hoogte van 20 m tegen een paal, waarbij over een lengte van bijna een meter een deel van de rechtervleugel afbrak. Het lukte Armstrong terug te vliegen naar bevriend gebied, maar door het verlies van zijn rolroer moest hij zijn schietstoel gebruiken.
In totaal vloog hij 78 missies boven Korea, met 121 vlieguren; vooral in januari 1952. Armstrong verliet de marine op de leeftijd van 22 jaar in augustus 1952 en werd een luitenant, junior grade, bij de Marine Reserve. Hij kreeg zijn ontslag bij de reservisten in oktober 1960.
Armstrong ging na Korea verder studeren. In 1955 werd hij op de Purdue-universiteit een Bachelor of Science in luchtvaarttechniek.

## Testpiloot

Een portret van Armstrong uit 1956 toen hij testpiloot was.

Nadat hij aan de Purdue Universiteit was afgestudeerd, wilde hij testpiloot worden. Na enkele maanden als zodanig in Cleveland gewerkt te hebben, kreeg hij dezelfde functie bij NASA op de vliegbasis Edwards.

### Bell X-1
Armstrongs eerste vlucht in een raketvliegtuig was op 15 augustus 1957 in een Bell X-1B naar een hoogte van 11.400 voet (bijna 3500 meter). Het neuswiel brak bij de landing, wat al twaalf keer eerder gebeurd was door een fout ontwerp.

### B-29 Superfortress
Op 22 maart 1959 vloog Armstrong als co-piloot in een Boeing B-29 Superfortress die een experimenteel vliegtuig van het type Douglas D-558-2 Skyrocket op grote hoogte zou lanceren door hem te laten vallen.
Toen de piloten opstegen naar 30.000 voet (9,8 km) begaf motor nr. 4 het. De propeller daarvan begon door de luchtstroming uit zichzelf te draaien en het lukte niet hem te stoppen. Uiteindelijk ging hij sneller draaien dan die van de drie andere motoren, waardoor het gevaar ontstond dat hij uit elkaar zou springen. Tegelijkertijd moest de B-29 een vereiste snelheid vasthouden van minimaal 338 km/h om het andere vliegtuig succesvol te kunnen laten vallen. Daarnaast was het niet mogelijk te landen met het andere vliegtuig aan de buik van de B-29. De piloten daalden met de neus naar beneden om de vereiste snelheid te halen, maar op het moment van de lancering ging de propeller van motor nr. 4 kapot. Delen beschadigden de motoren nr. 1 en nr. 3. De piloten waren gedwongen om motor nr. 3 uit te zetten wegens de opgelopen schade en motor nr. 1 wegens de door deze machine veroorzaakte tegenkrachten. Armstrong en zijn commandant maakten vervolgens vanaf 30.000 voet een cirkelvormige daling en landden veilig.

### North American X-15
Armstrong was betrokken bij meer vliegtuigincidenten. Het eerste was op 20 april 1962 met een North American X-15, toen hij een zelfinstellend controlesysteem testte op een hoogte van 207.000 voet (63 km). Bij de daling hield hij de neus van het raketvliegtuig te lang omhoog, waardoor het raketvliegtuig terugstuiterde naar 140.000 voet (43 km) hoogte. De lucht is daar zo ijl dat aerodynamische oppervlaktes bijna geen effect sorteren. Daardoor vloog hij voorbij de landingsbaan – met een snelheid van 3.200 km/h, op een hoogte van 100.000 voet (30 km) – en het lukte hem pas 64 km voorbij het vliegveld te keren. Bij het landen miste hij nipt een groep Joshua-bomen.
In totaal bestuurde Armstrong zeven maal een X-15-vliegtuig, en bereikte met een X-15-3 een hoogte van 207.500 voet, ofwel 63,2 km. In een X-15-1 haalde hij een topsnelheid van 6.615 km/h.

### Lockheed T-33
Vier dagen later vloog hij voor de eerste en laatste keer met Chuck Yeager. Met een Lockheed T-33 Shooting Star waren ze naar het Smith Rance Dry Lake gevlogen om na te gaan of het geschikt was voor een noodlanding met een X-15. Bij een touch-and-go kwamen ze met het vliegtuig op het droge meer in modderige grond vast te zitten en moesten uiteindelijk gered worden.

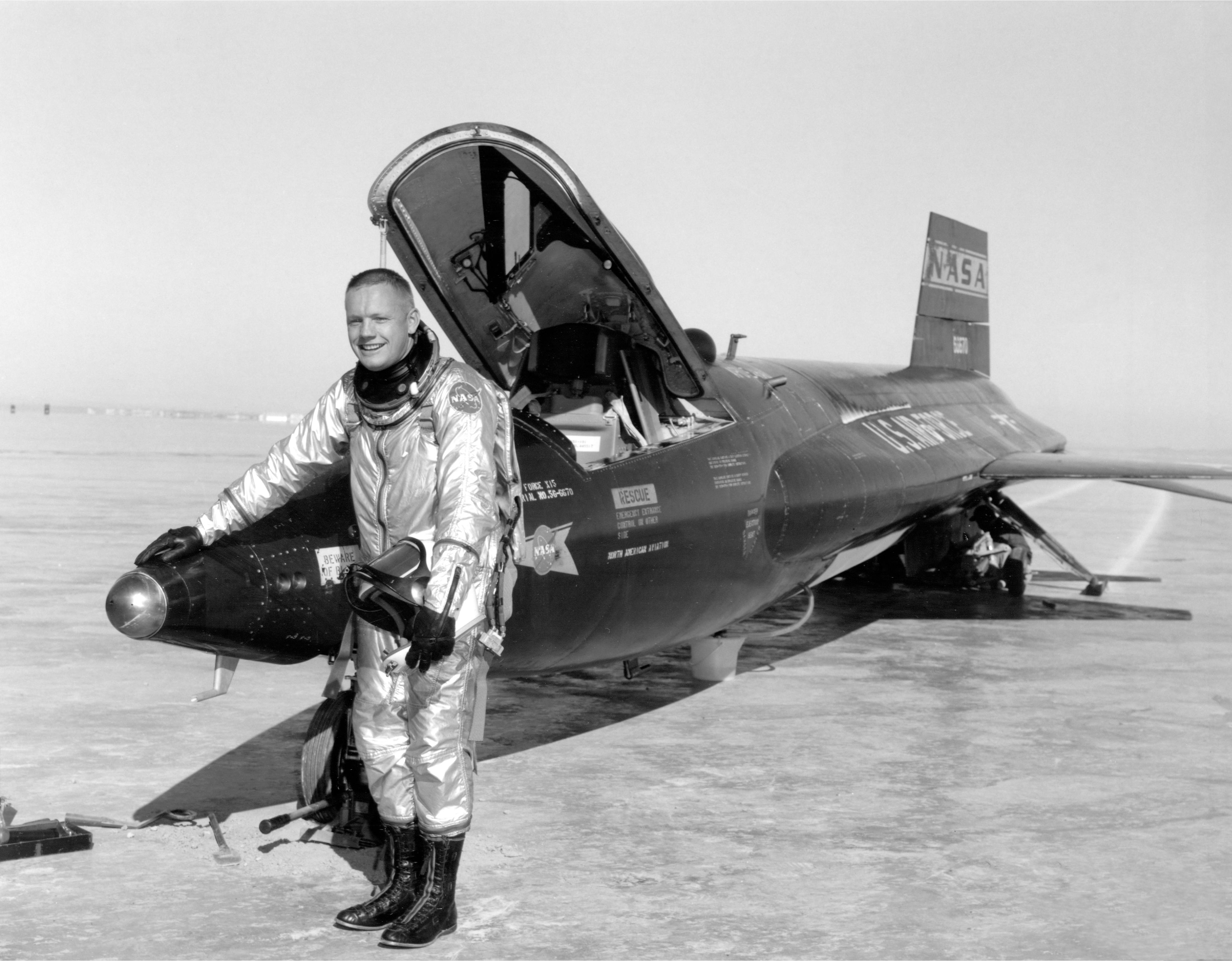
Armstrong met een North American X-15 na een vlucht in 1960.

### Nellis Affair
Op 4 mei 1962 was Armstrong betrokken bij een voorval dat in de folklore van zijn thuisbasis Edwards de naam Nellis Affair heeft gekregen. In een Lockheed F-104 Starfighter was hij naar het Delamar Dry Lake gestuurd, opnieuw om na te gaan of er noodlandingen mogelijk waren. Hij vergiste zich in zijn hoogte en realiseerde zich niet dat het landingsgestel niet volledig was opengeklapt. Toen het vliegtuig de grond raakte, klapte het landingsgestel in. Armstrong gaf onmiddellijk vol gas om te stijgen, maar de buikvin en een luik van het landingsgestel raakten de grond, beschadigden de radio en er vloeide hydraulische vloeistof weg. Armstrong vloog naar de dichtstbijzijnde luchtmachtbasis Nellis, passeerde de verkeerstoren en zwaaide met zijn vleugels om aan te geven dat hij zonder radiocontact naderde. Door het verlies aan  hydraulische vloeistof was de staarthaak gaan hangen, zodat die bij de landing een kabel op de grond raakte die over de landingsbaan werd meegesleept.
Het duurde een half uur om de landingsbaan schoon te maken en de kabel te herstellen. Armstrong telefoneerde naar zijn thuisbasis Edwards en vroeg of iemand hem kon ophalen. Milt Thompson werd gestuurd in een F-104B, het enige tweepersoons vliegtuig dat beschikbaar was en waarmee hij niet eerder gevlogen had. Met grote moeite bereikte Thompson Nellis, maar een stevige zijwind veroorzaakte een harde landing, waarbij de linker band lek sprong. De landingsbaan werd opnieuw gesloten en een andere piloot werd gestuurd in een T-33 Shooting Star, maar deze schoot bij de landing bijna voorbij de landingsbaan. De verkeerstoren besloot, om ergere problemen te voorkomen, dat het beter was dat het drietal over land terugkeerde.
In 1962 werd hij door de NASA geselecteerd als astronaut. Hij had toen als testpiloot 2.400 vlieguren op zijn naam staan. In zijn hele carrière vloog hij meer dan 200 vliegtuigmodellen.

## Beginnend astronaut

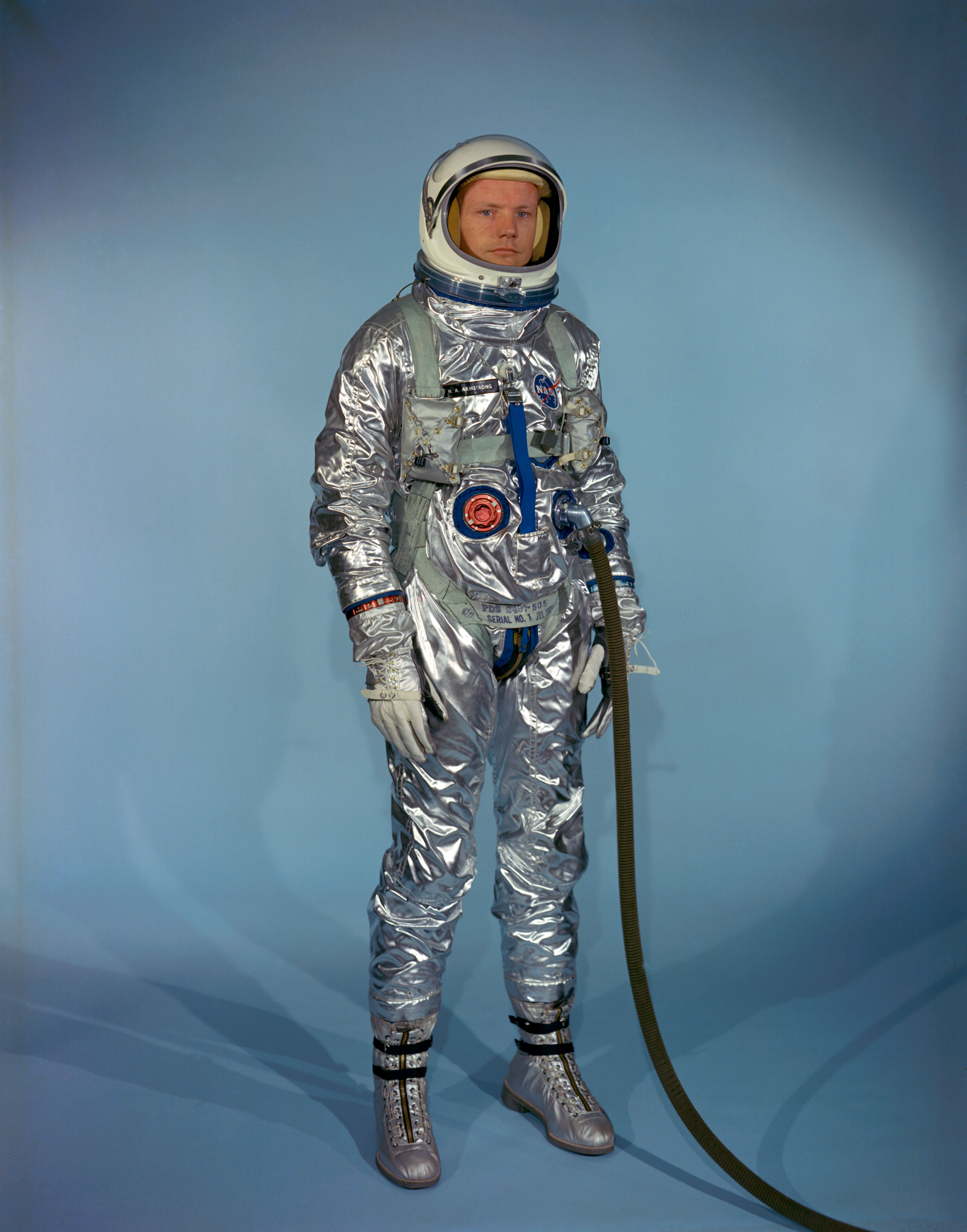
Armstrong in een van de vroegste Gemini ruimtepakken.

Er is geen duidelijk moment geweest waarop Armstrong besloot om astronaut te worden. In 1958 werd hij geselecteerd voor het project Man In Space Soonest, dat tot doel had voor het eerst een Amerikaan in de ruimte te krijgen voordat het de Russen zou lukken. Op 29 november 1960 werd hij aangesteld als lid van de adviesgroep van piloten voor de Boeing X-20 Dyna-Soar, een experimenteel militair ruimtevliegtuig. Op 15 maart 1962 werd hij benoemd tot een van de zes piloot-ingenieurs die voor het eerst ermee mochten vliegen.
In de maanden daarna riep men belangstellenden op om een nieuwe NASA-astronautengroep te vormen. Armstrong werd enthousiast over het Apolloprogramma en de mogelijkheid om een voor hem nieuw luchtvaartgebied te ontsluiten. Armstrongs aanvraag kwam een week na de sluitingsdatum binnen. Dick Day, met wie Armstrong veel had samengewerkt op de luchtmachtbasis Edwards, bemerkte dat Armstrong te laat was en stopte daarop de brief zonder dat iemand het zag in de stapel sollicitaties.
Hoewel de selectieprocedure geheim werd gehouden, verschenen er krantenberichten waarin geopperd werd dat Armstrong geselecteerd zou worden als de eerste 'burgerastronaut'. Uiteindelijk belde Deke Slayton Armstrong op 13 september 1962 en vroeg hem of hij geïnteresseerd was om deel te gaan uitmaken van het tweede NASA-astronautenkorps. Zonder te aarzelen gaf Armstrong zijn medewerking.

## Geminiproject

### Gemini 8

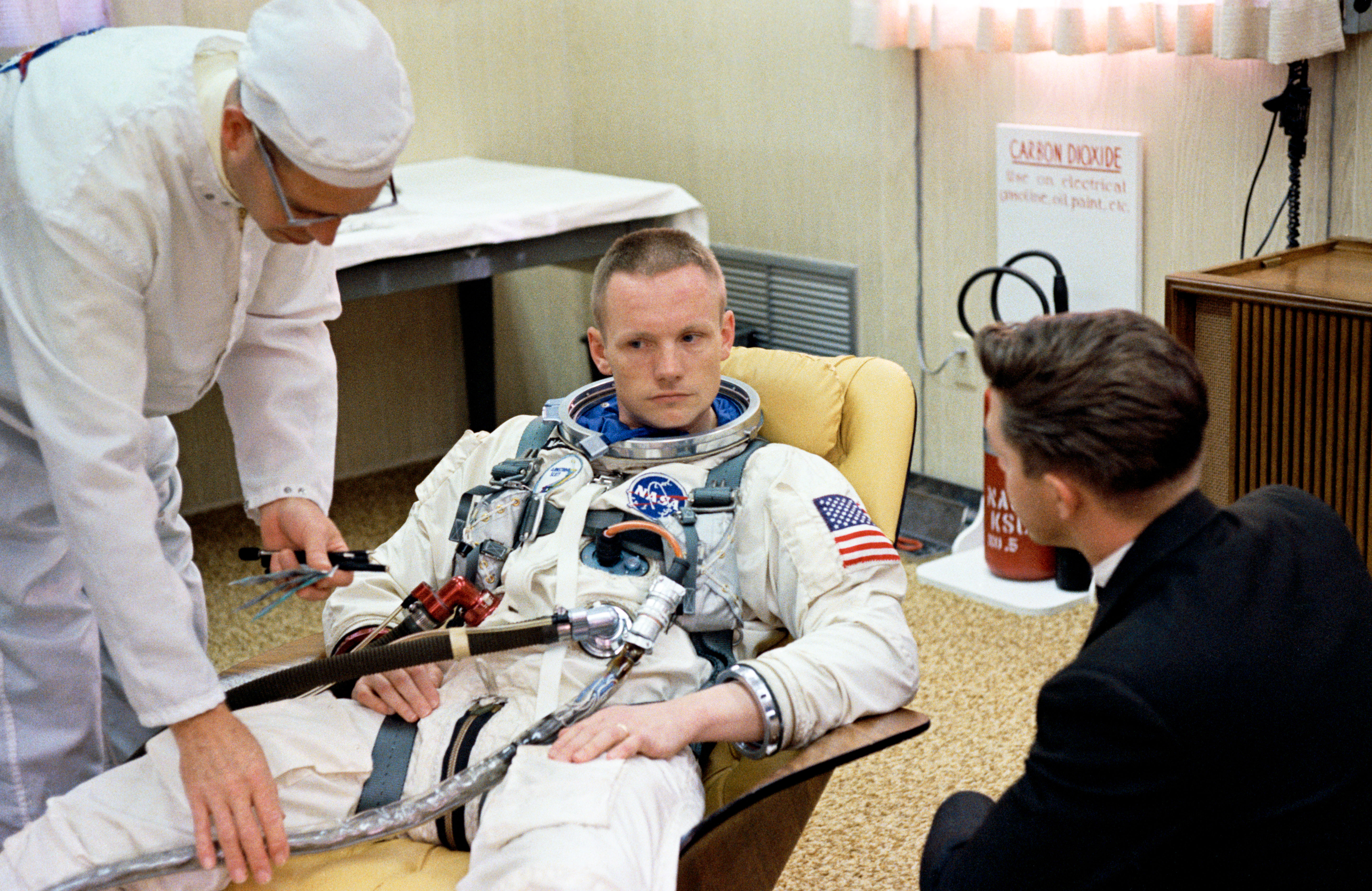
Armstrong bereidt zich voor op de Gemini 8-missie.

Op 20 september 1965 werd Armstrong aangesteld als gezagvoerder-piloot van de Gemini 8. Het zou zijn eerste ruimtevlucht worden. David Scott werd zijn co-piloot. De lancering was op 16 maart 1966. Het was de meest complexe ruimtemissie tot dan toe, omdat voor het eerst een koppeling gemaakt zou worden met een ander ruimtevaartuig: de onbemande Agena.

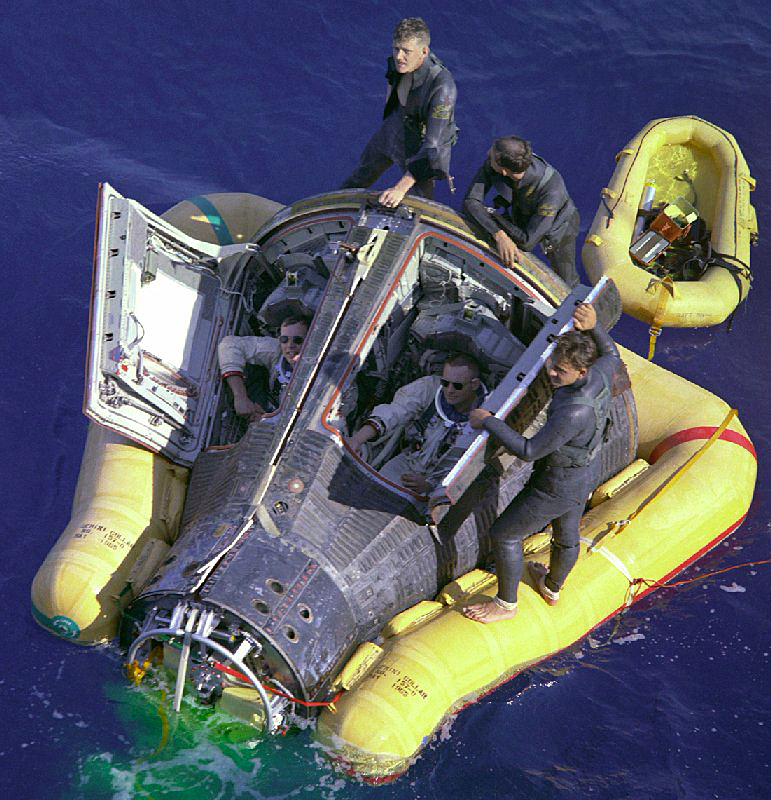
De Gemini 8 in de Stille Oceaan na de missie. Armstrong zit rechts in de capsule

Nadat de Agena met een Atlasraket gelanceerd werd, volgde ruim anderhalf uur later die van de Gemini 8 met Armstrong en Scott, die beiden voor het eerst in de ruimte vlogen. Na 6,5 uur in de ruimte koppelden beide ruimtevaartuigen. Door technische gebreken viel het radiocontact met het vluchtleidingscentrum in Houston een tijd weg. Op een van die momenten begonnen de gekoppelde ruimtevaartuigen om hun as te tollen. Armstrong probeerde dit op te heffen, maar dat lukte niet. Op advies van Houston besloot Armstrong de Gemini 8 te ontkoppelen, maar de snelheid van het rondtollen nam nog toe, tot een punt waarbij de Gemini 8 in ongeveer één seconde tijd om zijn as draaide. Armstrong oordeelde dat de enige mogelijkheid tot redding was om het stuurrakettensysteem uit te schakelen en het Reentry Control System (RCS) te activeren. De regels dicteerden dat als dit systeem was aangezet, het ruimtevaartuig bij de eerstvolgende mogelijkheid de dampkring moest invliegen, wat gebeurde.
De twee astronauten keerden veilig terug op aarde, maar Scott had de geplande ruimtewandeling – belangrijk voor het komende Apolloprogramma – niet kunnen uitvoeren. De planning was dat de missie 75 uur zou duren met 55 omwentelingen rond de aarde. Uiteindelijk duurde zij maar elf uur. Naderhand werd gedacht dat de draaiingen een gevolg waren geweest van beschadigde bedrading die een van de boegmotoren blokkeerde in de aan-positie, waardoor die als enige niet kon worden uitgezet. Uiteindelijk zou Scott als bemanningslid van de Apollo 15 de zevende mens op de maan worden.

### Gemini 11
De laatste opdracht van Armstrong gedurende het Gemini programma was plaatsvervangend commandant-piloot voor de Gemini 11. Hij kreeg twee dagen na de landing van de Gemini 8 de benoeming te horen. Hij had er al twee trainingsvluchten voor uitgevoerd en was daardoor erg kundig. Zijn rol werd vooral er een van docent. voor de groene reservepiloot William Anders.
De lancering was op 12 september 1966, met aan boord Charles Conrad en Richard Gordon die de missie succesvol uitvoerden. Armstrong fungeerde als de CAPCOM, de enige persoon in het vluchtleidingscentrum in Houston waarmee de astronauten rechtstreeks spreken.
Na de missie vroeg president Lyndon B. Johnson Armstrong en zijn vrouw deel te nemen aan een 24-daagse goodwill tour naar Zuid-Amerika. De trip bracht hen naar veertien steden in elf landen.

## Apolloproject

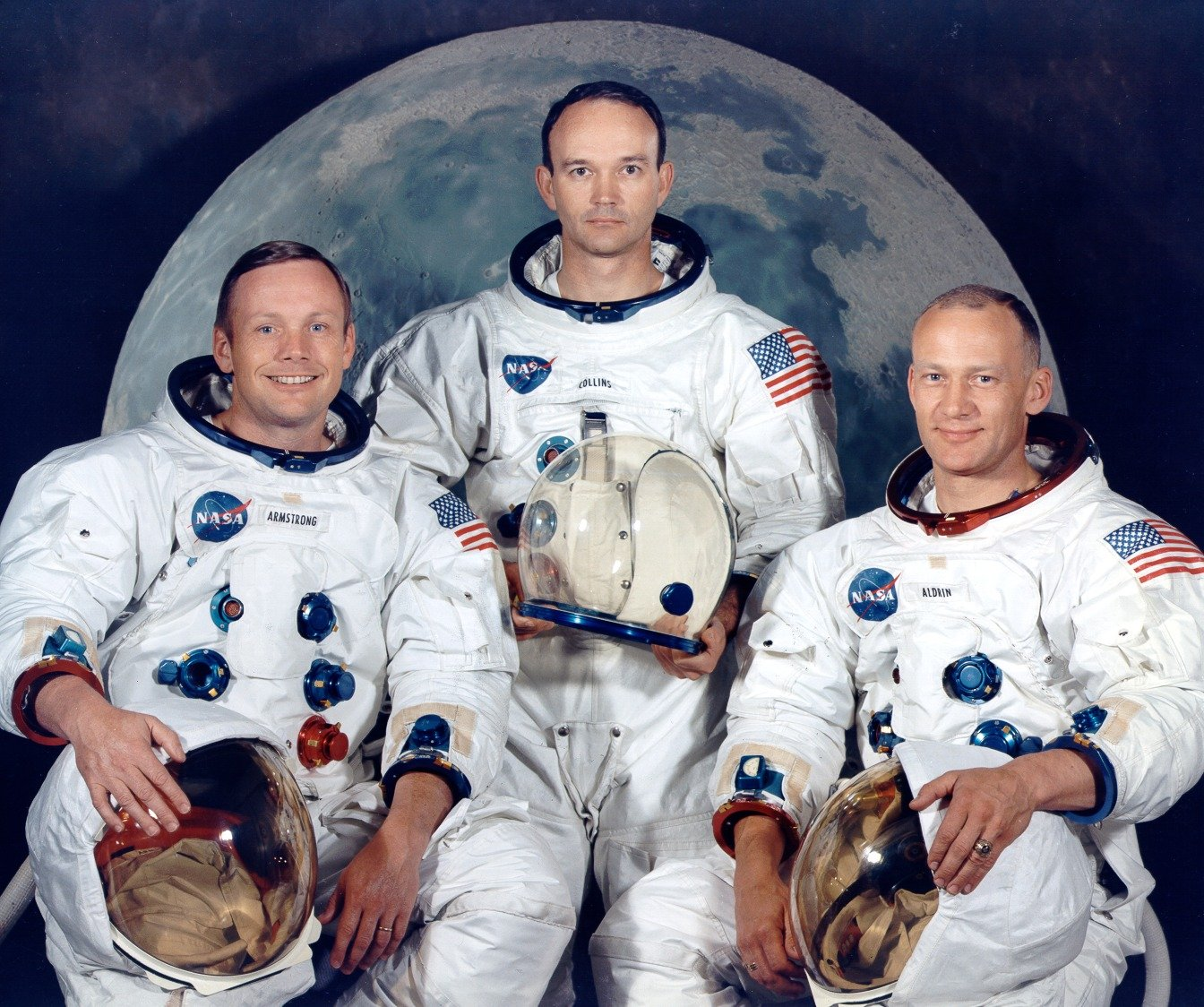
De bemanning van de Apollo 11. V.l.n.r. Neil Armstrong, Michael Collins en Buzz Aldrin.

Armstrong werd benoemd tot de commandant van het vervangingsteam voor de Apollo 8-missie. Op 23 december 1968, toen de Apollo 8 rond de Maan vloog, werd hem de positie aangeboden als commandant van de Apollo 11-missie, waarbij voor het eerst een bemande Maanlanding zou worden uitgeprobeerd.

### Bemanning Apollo 11
De bemanning bestond uit Neil Armstrong, Buzz Aldrin (de piloot van de maanlander) en Michael Collins (de piloot van het moederschip). In een bijeenkomst, die pas publiek werd na de publicatie van Armstrongs biografie in 2005, werd aan Armstrong gevraagd of Aldrin vervangen moest worden door Jim Lovell. Na er een nacht over geslapen te hebben, zei Armstrong dat hij Aldrin wilde aanhouden. Als reden gaf Armstrong dat hij met Aldrin altijd goed had samengewerkt. Een vervanging zou Lovell onofficieel het laagst geklasseerde bemanningslid maken en Armstrong vond dat de voormalige commandant van Gemini 12 beter verdiende. Hij zei dat Lovell het recht had een volgende keer weer commandant te zijn.

### Armstrong aangesteld als eerste Maanwandelaar
In maart 1969 besloot NASA dat Armstrong de eerste mens op de Maan moest worden, deels omdat de leiding hem zag als iemand zonder een groot ego. Op een persconferentie op 14 april 1969 werd het ontwerp van de maanlander als de reden gegeven waarom het Armstrong zou worden; het luik opende rechts naar binnen waardoor het voor Aldrin, wiens werkpositie rechts in de Maanlander was, moeilijk zou zijn om als eerste het toestel te verlaten. Verder vond men – puur protocollair gezien, zo werd gezegd – dat de commandant de eerste moest zijn om de Maanlander te verlaten.

### Vlucht en landing
De lancering van de Apollo 11 was op 16 juli 1969. Armstrongs hartslag bereikte 110 slagen per minuut. De Apollo-capsule was ruim, vergeleken met die van Armstrongs eerdere Geminivluchten. De astronauten konden zich vrij bewegen, wat gezien werd als de mogelijke hoofdreden waarom niemand van de bemanning last kreeg van ruimteziekte.
Uiteindelijk daalde Aldrin met Armstrong in de Maanlander af naar het Maanoppervlak, terwijl Collins achterbleef in het ruimtevaartuig Columbia. Twee minuten en 21 seconden voor de landing nam Armstrong de besturing over van de Maanlandingsmodule Eagle, omdat de automatische landing dreigde plaats te vinden in een gebied met veel kleine kraters en "rotsblokken zo groot als Volkswagens", en zette hem neer in een vlak gebied, enkele honderden meters verder. Hij sprak daarbij de woorden: 

Houston, Tranquility Base here. The Eagle has landed.

 De Maanlanding vond plaats om 20:17:39 UTC, 20 juli 1969. Zes uur en veertig minuten later begon Armstrong aan zijn Maanwandeling.

### Eerste voet op de Maan
Het officiële NASA-vluchtplan voorzag in een rustperiode van vijf uur slaap voordat aan de Maanwandeling begonnen werd, maar Armstrong verzocht om de wandeling eerder in de avond, Houston tijd, uit te voeren, omdat hij en Aldrin ervan overtuigd waren dat ze de slaap toch niet konden vatten. Toen Armstrong en Aldrin zich gereed hadden gemaakt om naar buiten te gaan, werd de druk in de Eagle gelijkgemaakt aan die op de Maan, het luik werd geopend en Armstrong stapte naar buiten.
Aangekomen onderaan de ladder, zei Amstrong: 

I'm going to step off the LEM now

 (verwijzend naar de maanlander). Hij draaide zich om en zette zijn linkervoet op het Maanoppervlak om 2:56 UTC, 21 juli 1969, om vervolgens te zeggen: 

That's one small step for [a] man, one giant leap for mankind

 ofwel in het Nederlands: "Dat is een kleine stap voor een mens, een reuzensprong voor de mensheid".
Toen Armstrong zijn beroemde uitspraak deed, werden zijn woorden rechtstreeks uitgezonden via de Voice of America, BBC en talrijke andere tv- en radiostations ter wereld. Geschat wordt dat 450 miljoen mensen zijn woorden gehoord hebben, op een toenmalige wereldpopulatie van 3,631 miljard mensen. 

### "Man" of "a man"?
Armstrong had besloten deze zin uit te spreken na een stortvloed van gedachten na de lancering en na landing op de Maan. De opname had geen "a" voor "man", wat de zin tegenstrijdig maakt, omdat man (mens of man) in een dergelijke context synoniem is aan mankind (mensheid).

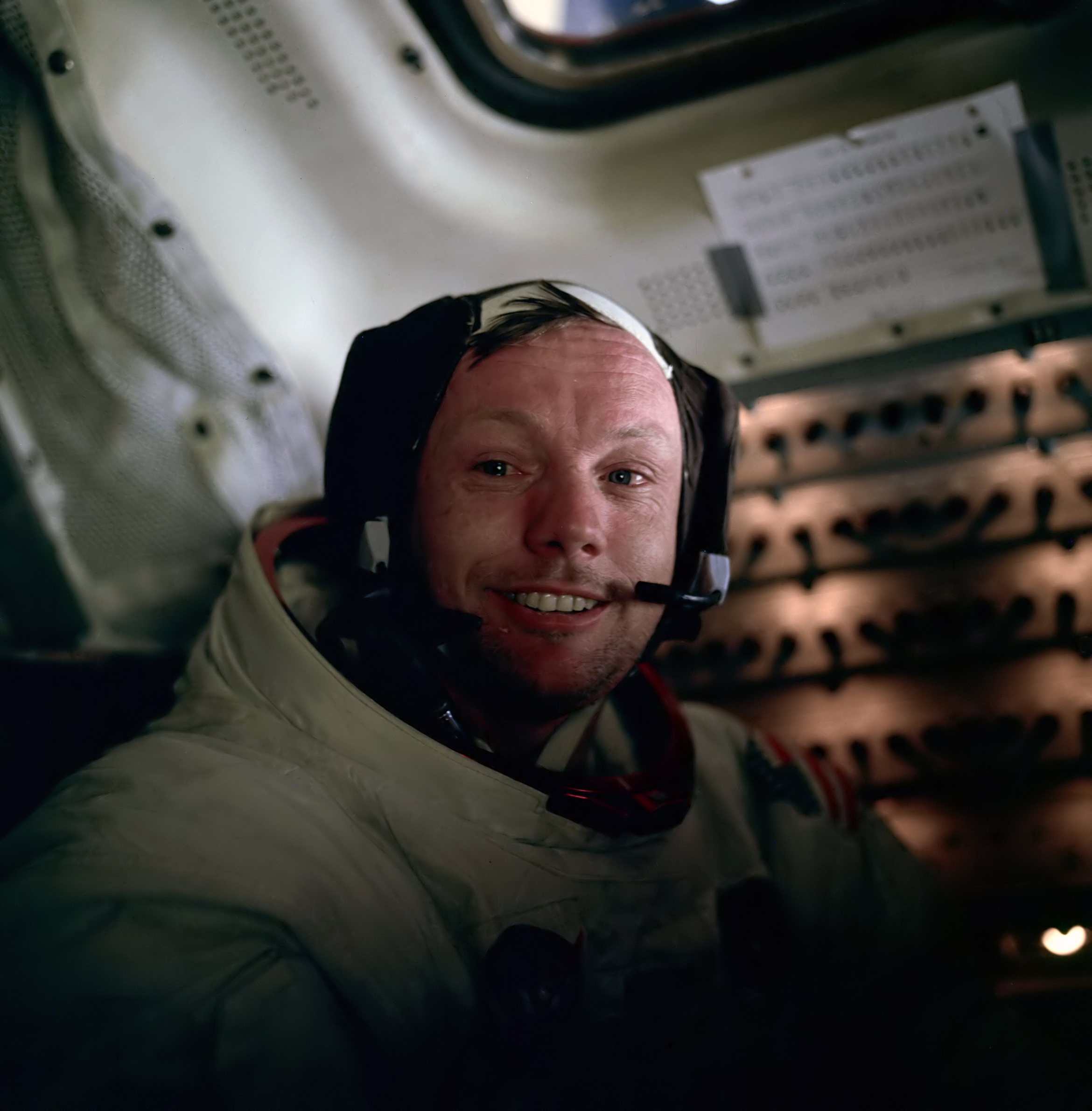
Neil Armstrong na zijn Maanwandeling. Buzz Aldrin maakte de foto.

NASA en Armstrong hielden jarenlang vol dat de "a" toch was uitgesproken, terwijl Armstrong verklaarde dat hij nooit de fout zou hebben gemaakt om het lidwoord niet uit te spreken, maar na herhaald luisteren naar de opname gaf Armstrong toe dat hij de "a" vergeten moet hebben. Armstrong zei naderhand dat hij "hoopt dat de geschiedenis niet te streng over mij zal oordelen voor het niet uitspreken van die lettergreep en begrijpt dat het echt wel de bedoeling was, ook al werd het niet gezegd – hoewel het wel gezegd had kunnen worden".
Sinds 2006 wordt beweerd dat een akoestische analyse van de opnamen de aanwezigheid van de gemiste "a" aantoont. Peter Shann Ford, een computerprogrammeur uit Australië, construeerde een digitale audioanalyse en beweert dat Armstrong daadwerkelijk "a man" zei, maar dat de "a" niet hoorbaar was door de beperkingen van de toenmalige technologie. Ford en James R. Hansen, de officiële biograaf van Armstrong, gaven de bevindingen aan Armstrong en vertegenwoordigers van NASA, die hun eigen analyse maakten. Het onderzoek van Ford is overigens gepubliceerd op zijn eigen website en niet, na gecontroleerd te zijn door experts, in een wetenschappelijk tijdschrift. De linguïsten David Beaver en Mark Liberman schreven dat ze de correctheid van Fords bewering in twijfel trekken. Hoewel Armstrong de analyse van Ford "overtuigend" vond, zei hij te prefereren dat in gedrukte citaten een "a" tussen haakjes geschreven wordt.

### Werkzaamheden op de Maan met Aldrin
Ongeveer een kwartier na de eerste stap, volgde Aldrin om de tweede mens te worden die voet zette op de Maan. Vervolgens begon het duo aan zijn opdracht om te onderzoeken hoe een mens zich op het Maanoppervlak kan voortbewegen. Al snel werd een plakkaat onthuld om hun vlucht en landing te herdenken en plantten ze de nationale vlag van de Verenigde Staten. Deze had aan de bovenkant een metalen staaf om hem horizontaal te houden. Omdat die niet helemaal uitgetrokken was en de vlag strak opgevouwen en verpakt was geweest, leek het alsof de vlag wapperde. Kort na het planten van de vlag telefoneerde president Richard Nixon vanuit het Witte Huis met een vooraf samengestelde korte boodschap. Nixon sprak ongeveer een minuut, waarna Armstrong in ongeveer dertig seconden een dankwoord uitsprak.
Armstrong en Aldrin zetten vervolgens een pakket meetinstrumenten op het Maanoppervlak. Daarna liep Armstrong naar wat nu bekendstaat als de Oostkrater, een wandeling van 59 m en de langste die Armstrong of Aldrin op de Maan maakte. In totaal verzamelden beiden 21,32 kg stenen. Armstrongs laatste opdracht was het achterlaten van een klein pakket gedenktekens ter nagedachtenis aan de overleden Sovjet-kosmonauten Joeri Gagarin en Vladimir Komarov en de eveneens bij een ruimtemissie omgekomen Apollo 1-astronauten Gus Grissom, Ed White en Roger B. Chaffee.
Bij de Maanlanding werden ongeveer honderd kleurenfoto's geschoten. De meeste fotowerkzaamheden werden uitgevoerd door Armstrong, die een Hasselblad-fotocamera gebruikte. Van Armstrong zelf zijn vijf foto's gemaakt.
Armstrong bracht 2 uur en 31 minuten door buiten de Maanlander. De bemanningen van de volgende vijf geslaagde Apollovluchten verbleven allemaal langer op het Maanoppervlak. Die van de Apollo 17 bracht er ruim 22 uur op door.

### Terug naar de aarde

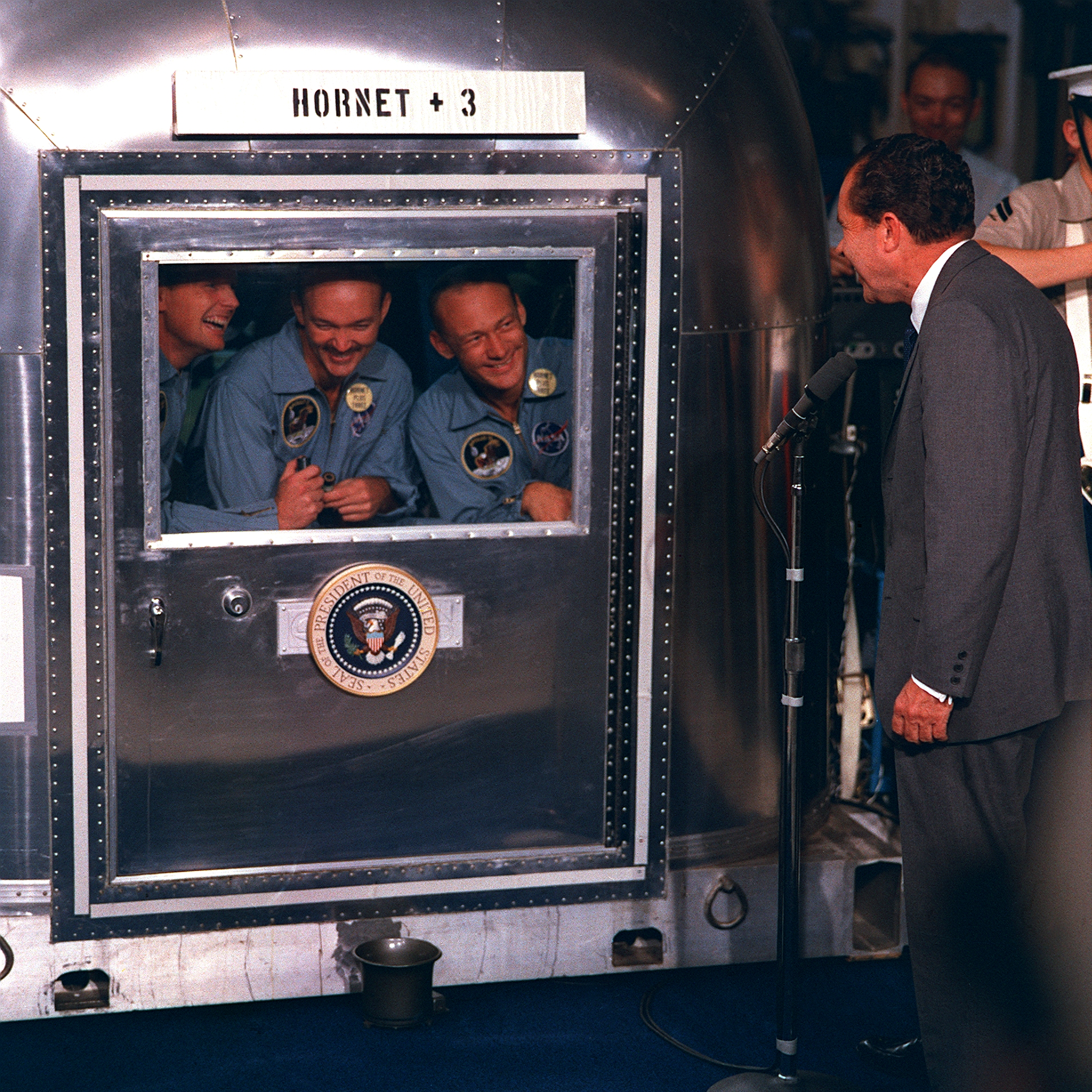
De bemanning van de Apollo 11 wordt na terugkomst op aarde verwelkomd door president Richard Nixon.

Nadat Armstrong en Aldrin waren teruggekeerd in de Maanlander, werd het luik gesloten en verzegeld. Terwijl ze voorbereidingen troffen voor hun vertrek van het Maanoppervlak, ontdekten Armstrong en Aldrin dat een van hen – waarschijnlijk met zijn ruimtepak – het contactslot had afgebroken van de motor die de Maanlander moest doen opstijgen. Ze gebruikten een deel van een pen om de schakelaar in te duwen en de motor te activeren. De Maanlander vloog daarop de ruimte in en koppelde met het moederschip Columbia. De drie astronauten keerden veilig terug naar de aarde en plonsden met de Apollo-capsule in de Stille Oceaan, waar ze werden opgepikt door een marineschip.
Bij terugkomst op aarde werden ze door Richard Nixon welkom geheten. Hij kon hen niet de hand schudden, aangezien ze per direct voor achttien dagen in quarantaine werden geplaatst om na te gaan of ze aan hun verblijf in de ruimte en op de Maan buitenaardse infecties en ziekten hadden overgehouden. Vervolgens werden de astronauten als onderdeel van "Giant Leap", een 45-daagse rondreis, gehuldigd in en buiten Amerika. Armstrong trad later dat jaar met de komiek Bob Hope op voor de Amerikaanse troepen, voornamelijk in Zuid-Vietnam.
Armstrong maakte kort na zijn vlucht met de Apollo 11 bekend dat hij geen plannen had voor nog een ruimtevlucht.

## Vervolgjaren

Neil Armstrong en Michael Collins gedecoreerd door de Braziliaanse regering, 1969.

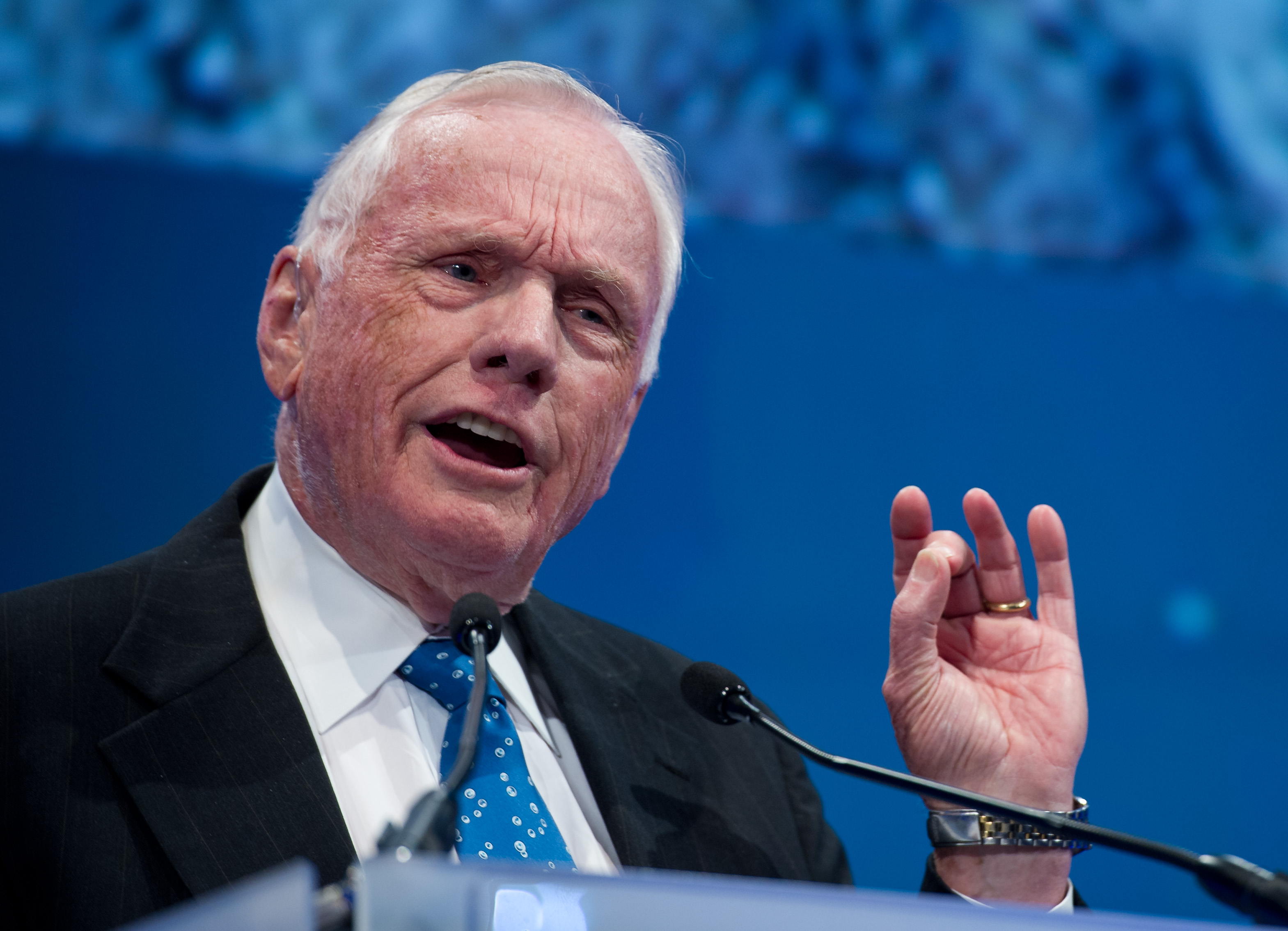
Armstrong in februari 2012 tijdens een toespraak ter gelegenheid van de 50ste verjaardag van de eerste ruimtevlucht van een Amerikaan in een baan om de aarde door John Glenn

### Werkzaam in lucht- en ruimtevaart
In mei 1970 reisde Armstrong naar de Sovjet-Unie om een toespraak te houden op de 13de jaarlijkse conferentie van het International Committee on Space Research en ontmoette minister-president Aleksej Kosygin in Moskou. Hij was de eerste westerling die de supersonische Tupolev Tu-144 mocht zien en kreeg een rondleiding in het Joeri Gagarin Kosmonauten Trainingscentrum, dat Armstrong omschreef als "een beetje victoriaans". Hij was verrast om daar een video-opname te zien van de lancering van de Sojoez 9. Het was hem ontgaan dat die had plaatsgevonden, mede omdat Valentina Tereshkova zijn gastvrouw was, terwijl haar echtgenoot Andrian Nikolajev aan boord was.
Armstrong werd na de Maanvlucht aangesteld als onderdirecteur lucht- en ruimtevaart bij het Bureau voor Toponderzoek en Technologie van de Advanced Research Projects Agency (ARPA), een onderdeel van de NASA. Armstrong bleef er een jaar werkzaam. In 1970 werd hij een Master of Science op de University of Southern California. Een jaar later nam hij definitief ontslag bij de NASA.
Hij werd voor acht jaar hoogleraar luchtvaart- en ruimtevaarttechniek aan de Universiteit van Cincinnati en kocht in het naburige Lebanon een boerderij met 40 hectare grond waar hij in deeltijd een boerenbedrijf begon.
Armstrong maakte tweemaal deel uit van een onderzoekscommissie. De eerste keer was in 1970 na de problematische vlucht van Apollo 13, waarbij hij een chronologisch overzicht gaf. Armstrong verzette zich hevig tegen de aanbeveling in het eindrapport om een nieuw ontwerp te maken voor de zuurstoftanks, de oorzaak van de explosie. Na de ramp met de spaceshuttle Challenger in 1986 werd hij door president Ronald Reagan als vicevoorzitter aangesteld om het ongeluk te onderzoeken.

### Andere werkzaamheden
Vanaf 1979 werkte hij mee aan advertenties van automobielfabriek Chrysler. Hij fungeerde als zegsman voor verscheidene bedrijven, waaronder General Time Corporation en de Bankers Association of America.
Tevens maakte hij deel uit van diverse raden van bestuur, zoals bij Marathon Oil, Learjet, Cinergy (Cincinnati Gas & Electric Company), Taft Broadcasting, United Airlines, Eaton Corporation, AIL Systems en Thiokol. Zijn laatste werkzaamheden waren als CEO voor EDO Corporation. In 2002 ging hij met pensioen.

### Misbruik handtekening, citaat en haar
Na 1994 weigerde Armstrong alle verzoeken om een handtekening, omdat hij ontdekt had dat de door hem gesigneerde spullen voor hoge bedragen verkocht werden en er veel vervalsingen in omloop waren. Aan het eind van zijn leven leverde zijn handtekening 1000 dollar op. Getypte brieven die door hem ondertekend waren, brachten op veilingen tot 3000 dollar op. Hoewel bij het grote publiek bekend was dat hij geen handtekeningen meer zette, bleven velen het proberen. Op de Reno Air Races in 2002 beweerde een bezoeker dat hij toch handtekeningen had gezet.
Armstrong klaagde in 1994 Hallmark Cards aan, nadat het Amerikaanse kaartenbedrijf zonder zijn toestemming zijn naam en audio-opname van zijn "one small step"-citaat in een kerstkaart verwerkt had. Er volgde een schikking. Armstrong gaf het geld aan de Purdue Universiteit.
In mei 2005 kreeg Armstrong een aanvaring met zijn kapper, bij wie hij al twintig jaar zijn haar liet knippen. De kapper verkocht een deel van zijn afgeknipte haar aan een verzamelaar voor 3000 dollar. Armstrong dreigde met een rechtszaak, tenzij de kapper het haar teruggaf of het geld doneerde aan een door Armstrong aangewezen liefdadigheidsinstelling. Noodgedwongen deed hij het laatste.

### Veertigjarig jubileum
In 2009 werd hij met Aldrin en Collins ter gelegenheid van het 40ste jubileumjaar van de eerste Maanwandeling door president Barack Obama ontvangen in het Witte Huis. Dat jaar kreeg hij volgens zijn echtgenote wekelijks gemiddeld tien verzoeken voor een interview, die hij allemaal afwees. Ze zei: "Volgens mij denkt hij dat alles al gezegd is".

### In Nederland
In oktober 1969 bracht Armstrong samen met de Apollo 11-bemanning een bezoek aan Nederland in het kader van hun wereldrondreis.
Op 18 november 2010 was hij in Den Haag, waar hij de Meet the Future, Science & Technology Summit bijwoonde, een wetenschappelijk congres dat door het Platform Bètatechniek van de Nederlandse overheid gefinancierd werd. Hij verkondigde in een lezing dat hij in 1969 vijftig procent kans had om met de Maanlander een geslaagde Maanlanding te maken.

### Overlijden
Armstrong onderging op 7 augustus 2012 een overbruggingsoperatie aan het hart, omdat uit een inspanningstest bleek dat zijn kransslagader verstopt zat. Als gevolg van complicaties na deze operatie overleed hij op 25 augustus 2012 in een ziekenhuis in Cincinnati (Ohio).
President Obama liet ter gelegenheid van Armstrongs dood op alle Amerikaanse overheidsgebouwen de vlag halfstok hangen. Obama noemde Armstrong een van "de grootste Amerikaanse helden, niet alleen van zijn tijd, maar van alle tijden".
Op 31 augustus 2012 hield zijn familie in zijn woonplaats een herdenkingsdienst met militaire eer die alleen voor genodigden toegankelijk was. Onder de aanwezigen bevonden zich Armstrongs voormalige bemanningsleden van de Apollo 11, Aldrin en Collins, en diverse andere voormalige astronauten, waaronder John Glenn, Jim Lovell, William Anders en Eugene Cernan.
Op 13 september werd te zijner ere een oecumenische dienst gehouden in de Washington National Cathedral waar 21 astronauten bij aanwezig waren. In deze kerk bevindt zich in een van de glas-in-loodramen een maansteen die ooit door de bemanning van de Apollo 11 geschonken is. Onder meer werd het lied "Fly me to the moon" ten gehore gebracht. Een van de sprekers was Eugene Cernan, de laatste man op de Maan. Armstrongs lichaam werd volgens zijn wens gecremeerd en op 14 september vanaf een Amerikaans vliegdekschip uitgestrooid over de Atlantische Oceaan.
In juli 2014 kwam een deel van Armstrongs nabestaanden een schikking overeen met het ziekenhuis waar hij voor het laatst aan zijn hart behandeld was. Volgens de klagers waren er bij de behandeling medische fouten gemaakt die tot Armstrongs dood zouden hebben geleid. Na een hartoperatie ontstonden er bij Armstrong in de nabijheid van zijn hart bloedingen nadat verpleegsters bedrading bij hem hadden weggehaald. Armstrongs twee zonen beweerden dat het ziekenhuis niet juist op die bloedingen geanticipeerd zou hebben. Het schikkingsbedrag bedroeg zes miljoen Amerikaanse dollar. Het grootste deel werd overgemaakt naar Armstrongs twee zonen. Een broer en zus van Armstrong ontvingen ieder 250.000 dollar en zes kleinkinderen kregen ieder 24.000 dollar. Als onderdeel van de schikking hoefde het ziekenhuis geen schuld te bekennen en de nabestaanden beloofden de schikking niet publiek te maken. In juli 2019 kwam de kwestie alsnog in de openbaarheid, toen dagblad The New York Times erover publiceerde.

## Onderscheidingen

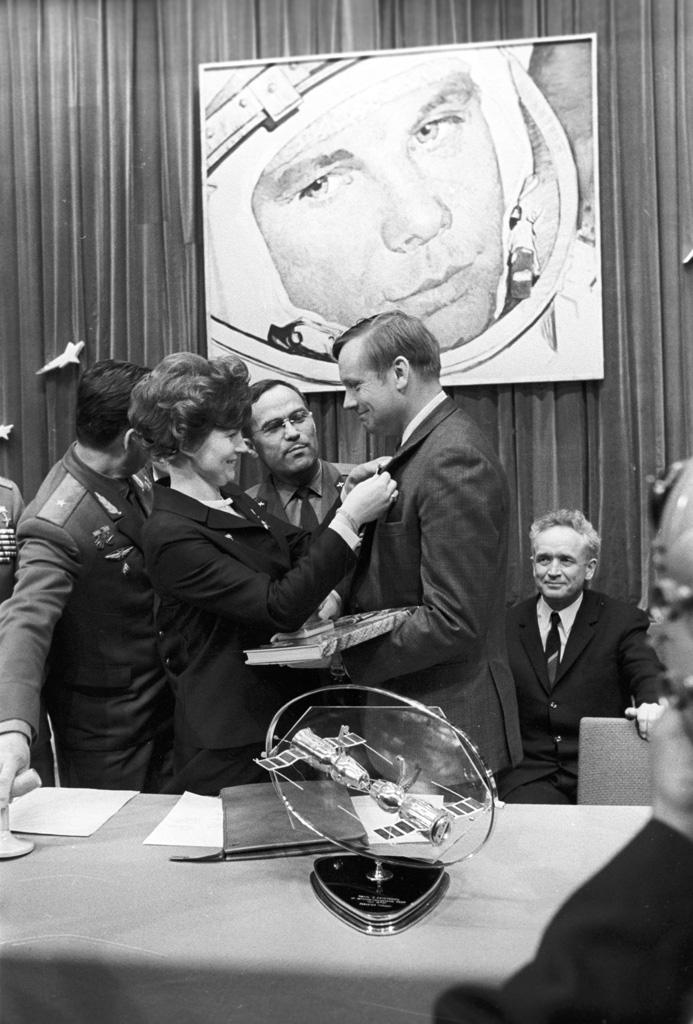
Valentina Teresjkova, de eerste vrouw in de ruimte, onderscheidt Armstrong in 1970.

Armstrong ontving vele eerbetonen en onderscheidingen. Voor zijn deelname aan de Koreaanse Oorlog kreeg hij de Air Medal voor de eerste twintig gevechtsmissies, een Gold Star voor de volgende twintig en de Korean Service Medal en Engagement Star.
Na zijn Maanlanding ontving hij uit handen van Nixon de hoogste Amerikaanse onderscheiding, de Presidential Medal of Freedom. Het Amerikaans Congres schonk hem de Congressional Gold Medal en de Congressional Space Medal of Honor. Ook ontving hij de Robert H. Goddard Memorial Trophy en van de National Aeronautics Association kreeg hij de Robert J. Collier Trophy. Van het Smithsonian Institution ontving hij in 1999 de Langley Gold Medal. Van de United States Military Academy in West Point kreeg hij in 1971 de Sylvanus Thayer Award voor alle diensten die hij zijn land bewezen had.
Armstrong ontving meermalen eredoctoraten van verscheidene universiteiten.
Verder is hij de drager van de NASA Distinguished Service Medal, de Royal Geographic Society’s Gold Medal, de Federation Aeronautique Internationale’s Gold Space Medal, de Grote Medaille van de Aéro-Club de France en van de Explorers Club Medal. Daarnaast is hij de ontvanger van de American Astronautical Society Flight Achievement Award, de AIAA Astronautics Award, de Octave Chanute Award, de John J. Montgomery Award en van de Harmon International Aviation Trophy. Door de NASA werd hij geëerd als Ambassador of Exploration. In totaal kreeg hij onderscheidingen uit zeventien landen.
In 1972 werd Armstrong verwelkomd in de Schotse plaats Langholm, de traditionele thuisbasis van de Armstrong clan. Hij werd er benoemd tot Eerste Vrijman van de burgh. De 'vredesrechter' las voor uit een niet ingetrokken 400 jaar oude wet die hem verplichtte elk lid van de Armstrong clan op te hangen die in Langholm zou worden aangetroffen.

## Vernoemingen
- Naar Neil Armstrong is een planetoïde vernoemd, de 6469 Armstrong.
- Een krater op de Maan draagt zijn achternaam: Armstrong. Deze krater ligt in de Mare Tranquillitatis, circa 50 km ten noordoosten van de landingsplek van de Apollo 11. Twee ernaast gelegen kraters dragen de namen Aldrin en Collins, naar Armstrongs medebemanningsleden van Apollo 11.
- In zijn geboorteplaats opende hij exact drie jaar na de Maanlanding een museum dat zijn naam draagt: het Neil Armstrong Air and Space Museum.[93]
- De Neil Armstrong Hall of Engineering is het hoofdgebouw van de Amerikaanse Purdue Universiteit in de plaats West Lafayette waar Armstrong afstudeerde als ingenieur luchtvaarttechniek. Er is onder andere de School voor Lucht- en Ruimtevaart gevestigd.
- Neil Armstrong Scholarship Foundation, voor studenten die onder andere studeren aan de Neil Armstrong Hall of Engineering van de Purdue Universiteit en het American Institute of Aeronautics and Astronautics.
- De Neil Armstrong Airport is de naam van het vliegveld in zijn geboortestad Wapakoneta.[94][95]
- De Neil Armstrong Basisschool is een combinatieschool in Charlotte County (Florida). De school telt bijna 600 scholieren en er wordt les gegeven aan kinderen vanaf de kleuterschool tot het eind van de basisschool. Vanaf de kleuterschool wordt les gegeven in onder meer algebra en meetkunde.
- Het Amerikaans Congres besloot tijdens de regeringsperiode van president George W. Bush om de indertijd geplande eerste bemande Maanbasis te vernoemen naar Armstrong. Het Amerikaanse deel zou de naam Neil Armstrong Lunar Post krijgen. Het plan is door zijn opvolger Barack Obama geschrapt.
- Neil Armstrong New Frontiers Initiatives ten behoeve van het Cincinnati Children's Hospital Medical Center.[96]
- Alleen al in de Verenigde Staten is een dozijn scholen naar hem vernoemd.[97] In de rest van de wereld dragen verscheidene straten, gebouwen en scholen zijn naam.[98]
- Op 17 juni 2021 werd navigatiesatelliet GPSIII-5 Neil Armstrong gelanceerd.